# Alice in Borderland (serie televisiva)
Alice in Borderland (今際の国のアリス?, Imawa no kuni no Arisu) è una serie televisiva giapponese diretta da Shinsuke Sato di genere fantascientifico, thriller e drammatico basata sull'omonimo manga scritto e disegnato da Haro Asō.
La serie vede protagonista Arisu, un ex studente universitario disoccupato e appassionato di videogiochi, che assieme ai suoi amici Karube e Chota si ritrova improvvisamente perso in una Tokyo distopica e abbandonata. Scopre di essere intrappolato in una città dove sarà costretto a partecipare a dei giochi mortali per sopravvivere.
Pubblicata su Netflix il 10 dicembre 2020, due settimane dopo l'uscita della prima stagione è stata rinnovata per una seconda stagione, resa disponibile sulla stessa piattaforma il 22 dicembre 2022. Il 27 settembre 2023, Netflix annuncia la produzione di una terza stagione. L'8 luglio 2025, Netflix annuncia che la terza e ultima stagione uscirà il 25 settembre 2025.

## Trama
Ryōhei Arisu è un giovane di ventiquattro anni di Tokyo che, dopo essersi rifugiato insieme ai suoi due amici Chōta Segawa e Daikichi Karube nei bagni della metro vicino l'incrocio di Shibuya nel tentativo di fuggire alla polizia, ritrova la città completamente deserta, scoprendo di essere costretto a dover competere in giochi pericolosi per sopravvivere: proprio in questo nuovo mondo, Arisu incontra Usagi, con cui decide di capirne i meccanismi per arrivare sempre più vicino agli architetti e ai game master, creatori della distopica Tokyo.
Questi giochi, o game, sono categorizzati in base ai semi delle carte da gioco francesi: fiori, cuori, picche e quadri e sono più o meno difficili a seconda del numero sulla carta.
- Fiori: sono giochi di collaborazione, in cui un gruppo di persone deve fare gioco di squadra per sopravvivere;
- Cuori: sono giochi psicologici, i più spietati di tutti, poiché si basano sulla manipolazione dei sentimenti altrui;
- Picche: sono giochi fisici, che richiedono resistenza, forza e agilità;
- Quadri: sono giochi di intelligenza, dove è necessario usare logica e strategia per risolvere gli enigmi che vengono presentati.

## Episodi
| Stagione         | Episodi | Pubblicazione Giapponese | Pubblicazione Italiana |
| ---------------- | ------- | ------------------------ | ---------------------- |
| Prima stagione   | 8       | 2020                     | 2020                   |
| Seconda stagione | 8       | 2022                     | 2022                   |

## Personaggi e interpreti

### Personaggi principali
- Ryōhei Arisu, interpretato da Kento Yamazaki e doppiato da Simone Lupinacci. 
Un ragazzo disoccupato di ventiquattro anni molto appassionato di videogiochi e di matematica e non ben accetto dalla famiglia. Ha un padre che lo disprezza per non avere ancora un lavoro, contrariamente al fratello minore.
- Yuzuha Usagi, interpretata da Tao Tsuchiya e doppiata da Erica Laiolo. 
Una ragazza trasportata nella città deserta di Tokyo poco dopo la morte di suo padre e mentore dello sport di arrampicata. Usagi, specializzata nei giochi di picche, a un certo punto della serie fa squadra con Arisu.
- Shuntarō Chishiya, interpretato da Nijirō Murakami, doppiato da Alberto Malanchino. 
Un giocatore misterioso, acuto e intelligente che fa squadra con Kuina per rubare il mazzo di carte del Cappellaio alla "Spiaggia". Si interessa ad Arisu e Usagi dopo averli aiutati a risolvere un gioco. Precedentemente era un cardiochirurgo pediatrico. Chishiya è specializzato nei giochi di quadri.
- Morizono Aguni, interpretato da Sho Aoyagi, doppiato da Giuseppe Russo.
Un ex militare dell'esercito. Pare sia il migliore amico del Cappellaio. Aguni viene presentato per la prima volta come un membro importante della "Spiaggia", temuto e rispettato.
- Rizuna Ann, interpretata da Ayaka Miyoshi e doppiata da Elisabetta Spinelli. 
Un membro degli esecutivi della "Spiaggia", precedentemente appartenente alla scientifica di Tokyo. Descritta come una ragazza logica e razionale risulta un'ottima giocatrice nelle partite di quadri.
- Suguru Niragi, interpretato da Dori Sakurada, doppiato da Davide Farronato. 
Un giovane ma pericoloso membro della "Spiaggia". Descritto come "aggressivo a causa del suo passato complicato", Niragi è un personaggio controverso e crudele.
- Hikari Kuina, interpretata da Aya Asahina e doppiata da Chiara Leoncini. 
Un'alleata di Chishiya. Ex commessa di un negozio di abbigliamento, Kuina si rivela essere cintura nera di arti marziali con un passato complicato. Suo padre l'ha ripudiata.
- Last Boss, interpretato da Shuntarō Yanagi e doppiato da Mattia Bressan.
Un ex hikikomori che, catapultato nel nuovo mondo, trova il suo scopo di vita nell'uccidere le persone per sopravvivere. Diventa un membro dei lottatori della "Spiaggia", con il nome di "Last Boss": ha il volto coperto di tatuaggi ed una katana alle spalle.
- Takeru Danma o "Il Cappellaio", interpretato da Nobuaki Kaneko e doppiato da Francesco Mei. 
Il leader e fondatore della "Spiaggia", un hotel che ospita decine di giocatori che realizzano la sua idea di utopia. Il suo obiettivo principale è raccogliere tutte le carte da gioco (escluse le figure), date ai vincitori delle partite.
- Kano Mira, interpretata da Riisa Naka, doppiata da Elisa Contestabile. 
Una donna misteriosa al fianco del Cappellaio.
- Akane Heiya, interpretata da Yuri Tsunematsu, doppiata da Laura Cherubelli. 
 Una giocatrice che fa squadra con Aguni.

### Personaggi ricorrenti
- Chōta Segawa, interpretato da Yūki Morinaga e doppiato da Alessandro Lussiana. 
Un tecnico informatico molto religioso e amico di Arisu e Karube. Chōta non è una persona atletica e questo rischia di rallentare i suoi amici durante i giochi fisici. Chōta è coinvolto direttamente al mantenimento economico di sua madre.
- Daikichi Karube, interpretato da Keita Machida e doppiato da Davide Fumagalli. 
Un barista e amico di Arisu e Chōta. Prima di essere trasportato nella città deserta, Karube si stava preparando a fare la proposta a una donna con cui lavorava nel bar, nonché fidanzata del suo capo.
- Saori Shibuki, interpretata da Ayame Misaki[10] e doppiata da Federica Valenti. 
 Una ragazza fredda e manipolatrice che usa gli altri a suo vantaggio per riuscire a ottenere quello che vuole.
- Kōdai Tatta, interpretato da Yutaro Watanabe e doppiato da Mosè Singh. 
 Ha sempre un cappellino in testa. È appassionato di auto, e ha un carattere gioviale e allegro.
- Asahi Kujō, interpretata da Mizuki Yoshida. 
 Una studentessa con i capelli a caschetto, appare durante le vicende della "Spiaggia".
- Momoka Inoue, interpretata da Kina Yazaki.[11] 
Una ragazza che compare durante le vicende della "Spiaggia".
- Keiichi Kuzuryū, interpretato da Tsuyoshi Abe, doppiato da Giorgio Bonino. 
 Un uomo di poche parole, vestito elegante. Non sorride mai.

## Produzione

### Sviluppo
Il 16 luglio 2019 Netflix ha annunciato che era in lavorazione un adattamento live-action del manga Alice in Borderland, scritto da Yoshiki Watabe, Yasuko Kuramitsu e Shinsuke Sato e diretto proprio da quest'ultimo. Il 4 agosto Netflix ha rivelato che Kento Yamazaki e Tao Tsuchiya avrebbero interpretato i personaggi principali della serie, Ryōhei Arisu e Yuzuha Usagi.

### Riprese
Le riprese della serie sono iniziate l'8 agosto 2019, quando Yamazaki è stato avvistato l'8 agosto durante le riprese a Dōgenzaka, nel distretto di Shibuya (Tokyo), mentre il giorno seguente i membri della troupe sono stati avvistati vicino a un negozio a Fukutomi-cho, nella città di Yokohama. Dal 17 al 20 settembre Yamazaki e Tsuchiya sono stati visti filmare in un complesso di appartamenti di fronte alla stazione di Kita-Suzurandai, sulla linea Shintetsu Arima, a Kōbe. Secondo la società di produzione Robot Communications, la sceneggiatura della serie è stata rivista per "corrispondere al layout dell'edificio". Una scena del primo episodio con il personaggio di Yamazaki, Arisu, che incontra i suoi amici Chōta e Karube vicino all'affollato incrocio di Shibuya di Tokyo, doveva essere inizialmente girata all'interno di uno Starbucks. Tuttavia, a causa della complessità del set, la scena si è svolta in long take davanti a un cartello fuori dalla stazione di Shibuya. Haro Aso, il creatore del manga originale su cui è basata la serie, è stato anche autorizzato a visitare vari set.
Le riprese si sono concluse a dicembre 2019 dopo aver girato in diverse città, mentre quelle per la seconda stagione sono iniziate nel marzo 2022.

### Effetti visivi
Durante le riprese, le scene incentrate sulla città deserta di Tokyo sono state girate principalmente utilizzando effetti visivi e ampi usi di green screen. Sato ha spiegato che, con l'aiuto del suo assistente alla regia, si sarebbe recato nel mezzo dell'incrocio di Shibuya con una piccola telecamera "per capire quali parti costruire effettivamente e quali parti creare in CGI." Tranne per la strada e la biglietteria all'ingresso est, ricostruiti in computer grafica, le scene sull'incrocio di Shibuya sono state girate usando principalmente green screen, riutilizzando l'Ashikaga Scramble City Studio, un grande set a 60 miglia (97 km) da Tokyo realizzato per la serie e il film Detective Chinatown 3 (che è stato girato nello stesso periodo). Per mantenere le scene "autentiche", il direttore degli effetti visivi Atsushi Doi ha ricreato le ombre del Tokyu Building. Una scena nell'episodio 4, che mostrava un sottopasso inondato d'acqua, è stata creata con l'aiuto di previsualizzazioni, che hanno permesso alla troupe della serie di "sperimentare diversi elementi prima delle riprese effettive". La pantera che appare in quello stesso episodio è stata creata utilizzando effetti visivi sviluppati dopo che l'equipaggio ha visitato più zoo. Inoltre, il vincitore dell'Academy Award Erik-Jan de Boer ha supervisionato la produzione della tigre dell'episodio 5, che è stato creata da Anibrain, uno studio di animazione in India. Gli effetti visivi post-credito sono stati aggiunti con l'aiuto dell'azienda giapponese Digital Frontier, che ha lavorato al fianco di gruppi di Singapore, Stati Uniti e India in una collaborazione internazionale.

### Musiche
La colonna sonora di Alice in Borderland è stata composta interamente da Yutaka Yamada, che aveva precedentemente lavorato con Sato in Bleach del 2018 e Kingdom del 2019. Prodotto da Kohei Chida, la musica è stata eseguita dalla FILMharmonic Orchestra di Praga. La canzone "Good Times" di Jan Erik Nilsson, è stata presentata varie volte durante la serie.

#### Tracce

##### Disco 1
1. Alice in Borderland – 11:15
2. Doldrums – 5:37
3. Mirror Maze – 6:01
4. Obstruction – 4:11
5. Peripherals – 2:57
6. Rainfall – 5:46
7. Beyond The Mist – 5:19
8. Soulbound – 4:46
9. Gargoyles – 10:21
10. Nerve – 7:18
11. Retrospect – 4:40
12. The Looking Glass – 5:56
13. Ashes – 1:31

Durata totale: 75:38

##### Disco 2
1. Portal – 4:31
2. Iron Fist – 4:07
3. Paranoia – 4:16
4. Unearthed – 6:44
5. Sun Rays – 1:57
6. Accidents of Chaos – 5:50
7. The Abyss – 10:57
8. Armour – 5:12
9. Hidden Card – 3:29
10. Eternity of Reality – 4:25
11. Delirium – 3:43
12. Ace of Spades – 2:50
13. Lune – 2:58

Durata totale: 60:59

##### Disco 3
1. Hype – 1:21
2. Vantage Point – 3:03
3. Trickster – 1:46
4. Frenzy – 1:38
5. Your Smile – 2:25
6. Uncharted – 8:48
7. No Exit – 6:33
8. Moonbow – 4:03
9. Film of Time – 2:51

Durata totale: 32:28

## Promozione e distribuzione
Il 18 settembre 2020 Netflix ha pubblicato un video teaser che rivelava che Alice in Borderland avrebbe debuttato sulla piattaforma il 10 dicembre 2020 in 190 paesi. Il 24 ottobre 2020 sono state pubblicate sei immagini dal set per promuovere la serie. Il 28 ottobre è uscito un trailer ufficiale, insieme al poster dello show e al cast principale. Secondo vari critici, la prima stagione di Alice in Borderland copriva 31 capitoli del manga originale, lasciandone 33 intatti. La prima stagione della serie è stata pubblicata il 10 dicembre e nelle prime settimane la serie "si è classificata tra i primi dieci spettacoli più visti" sulla piattaforma in quasi 40 territori, tra cui Malesia, Hong Kong, Filippine, Singapore, Taiwan, Thailandia e Vietnam. In Canada la serie ha raggiunto il 7º posto nella top ten del paese. Nel complesso la serie ha ottenuto risultati migliori nei paesi situati in Asia e in Europa, rispetto a quelli del Nord America. Il 24 dicembre 2020 Netflix ha rinnovato la serie per una seconda stagione, due settimane dopo l'uscita della prima.
Il 24 settembre 2022, è stato trasmesso il trailer della seconda stagione al Netflix Tudum ed è stato annunciato che verrà pubblicata il 22 dicembre 2022.

## Accoglienza
Dopo la sua uscita, Alice in Borderland ha ricevuto recensioni per lo più positive dalla critica, che ha applaudito la cinematografia, il montaggio e l'uso della violenza grafica, ma ha lasciato opinioni contrastanti sullo sviluppo dei personaggi e alla loro storia in generale.
Dal Japan Times, James Hadfield ha assegnato alla serie una valutazione a stelle di due e mezzo su cinque, lodando la regia di Shinsuke Sato, ma criticando i personaggi, affermando che "Pochi del cast lasciano il segno, anche se Tsuchiya è un'eroina d'azione efficace, e Nijirô Murakami si diverte un po' come un solitario sogghignante ". Scrivendo per Ready Steady Cut, Jonathon Wilson ha dato alla serie una valutazione di quattro stelle su cinque, lodando la serie per aver tralasciato "l'esposizione della narrativa e un'attenta costruzione del retroscena", ma "essere arrivato direttamente al punto". Wilson ha anche paragonato positivamente la serie al film giapponese Battle Royale e al film horror americano Saw. La giornalista di Ars Technica Jennifer Ouellette ha definito la serie "emotivamente intenso", e ha paragonato i giochi mostrati a quelli trovati nei libri Ready Player One e Lord of the Flies, e nel film del 1997 Cube. Melanie McFarland di Salon ha paragonato la serie alla miniserie della CBS All Access The Stand, affermando che Alice in Borderland "gestisce i meccanismi di presentazione dei suoi personaggi in modo più efficace e non disdegna il pubblico appoggiandosi pesantemente ai flashback [...] ma a differenza di "The Stand", i profili del "prima" non sono ampi al punto da trascinare il progresso della storia ". Da Yahoo! News, Lim Yian Lu ha molto elogiato la serie per la sua "trama ricca di suspense", affermando che "ti farà divertire e desiderare di più nonostante le sue scene macabre e cruente". Scrivendo per l'Anime News Network, Theron Martin ha assegnato ad Alice in Borderland una valutazione complessiva di C+, fornendo opinioni contrastanti sulla produzione, la trama generale e la recitazione della serie, ma affermando che offre una "modesta quantità di intrattenimento" per la sua durata. Dopo aver visto il primo episodio e averlo lodato per il suo tono, la colonna sonora e la sua capacità di "cambiare marcia così velocemente", la troupe di Decider.com ha consigliato agli spettatori di guardare la serie.